# نيكولا فريدريك سيفيرين غورندتفيغ
نيكولا فريدريك سيفيرين غورندتفيغ (بالدنماركية: Nikolaj Frederik Severin Grundtvig) (8 سبتمبر 1783-2 سبتمبر 1872) هو قس دنماركي ومؤلف وشاعر وفيلسوف ومؤرخ ومعلم وسياسي. كان أحد أكثر الأشخاص تأثيرًا في التاريخ الدنماركي، إذ ساهمت فلسفته في إعلاء شكل جديد من القومية في النصف الأخير من القرن التاسع عشر. كانت فلسفته متشبعة بالأدب القومي ومدعومة بروحية عميقة.
تبوأ غورندتفيغ مكانةً فريدة في التاريخ الثقافي لبلاده. يُشهد لغروندتفيغ وأتباعه بكونهم مؤثرين جدًا في تشكيل الوعي الدنماركي الوطني المعاصر. كان ناشطًا في العصر الذهبي الدنماركي، لكن أسلوبه في الكتابة ومجالات المراجع ليست متاحة مباشرة للغرباء، لذا فأهميته لا تماثل معاصريه هانس كريستيان أندرسن وسورين كريكغارد.

## نشأته وتعليمه
كان يُدعى فريدريك بدلًا من نيكولاي من أولئك المقربين منه. كان غورندتفيغ ابن قس لوثري في أودبي، هو يوهان أوتوسين غورندتفيغ (1734-1813) ووُلد هناك. ترعرع في مناخ ديني متشدد، رغم أن والدته كانت تكن احترامًا شديدًا للأساطير والتقاليد النوردية. تمدرس على تقاليد التنوير الأوروبي، ولكن إيمانه بالمنطق تأثر بالرومانسية الألمانية والتاريخ القديم للدول النوردية.
في عام 1791 أرسِل إلى ثيريغود في سيديلاند ليعيش ويدرس مع القس لاورديس سفيندت فيلد (1750-1803). درس بعد ذلك في كاتدرائية آرهوس من عام 1798 حتى التخرج. غادر نحو كوبنهاغن عام 1800 لدراسة اللاهوت وقُبل في جامعة كوبنهاغن عام 1801. في نهاية دراسته الجامعية، بدأ غورندتفيغ دراسة اللغة الآيسلندية والملاحم الآيسلندية.

## مسيرته المهنية
في عام 1805 قبل غورندتفيغ منصب معلم في منزل في جزيرة لانغيلاند. في السنوات الثلاثة اللاحقة، استخدم وقت فراغه لدراسة كتّاب مثل شكسبير وشيلر وفيشته. في عام 1802، عاد ابن عمه، الفيلسوف هينريك ستيفنس، إلى كوبنهاغن ممتلئًا بتعاليم فريدريك فيلهيلم يوزف شيلن. فتحت محاضراته والأشعار المبكرة لآدم أويهلينشلاغر عيني غورندتفيغ على العصر الجديد للأدب. جذب عمله الأول «عن الأغاني في الإيدا» الاهتمام.
بعد عودته إلى كوبنهاغن عام 1808، حقق غورندتفيغ نجاحًا كبيرًا بعمله «الميثيولوجيا الشمالية»، ومرةً أخرى في النص الدرامي الطويل «سقوط الحياة البطولية في الشمال». استنكر غورندتفيغ بعناد إكليروس المدينة في خطبته الأولى عام 1810. عندما نشر غورندتفيغ خطبته بعد ثلاثة أسابيع هاجم فيها السلطات الكنسية وطالبوا بمعاقبته.
في عام 1810، دخل غورندتفيغ بأزمة دينية وتحول إلى مناصر قوي للوثرية. انكفأ إلى أبرشية والده في أودبي ليكون قسيسًا فيها. عبر عن قناعاته الجديدة في كتابه «تأريخ العالم الأول»، وهو عرض للتاريخ الأوروبي حاول فيه شرح كيفية النظر إلى الإيمان بالله عبر تاريخ البشرية وانتقد فيه أيديولوجية العديد من الدنماركيين البارزين. أكسبه الكتاب سمعةً سيئة بين أقرانه وكلفه العديد من الأصدقاء، لا سيما المؤرخ كريستيان مولبخ. عند وفاة والده في عام 1813، تقدم غورندتفيغ بطلب ليكون خليفته في الأبرشية ولكنه رُفض.
في السنوات التالية، كان معدل نشره مذهلًا؛ بعيدًا عن الزخم المستمر للمقالات والقصائد، كتب عددًا من الكتب، بما في ذلك كتابان آخران عن تاريخ العالم (1814 و1817)؛ والقصيدة التاريخية الطويلة «قافية روسكيلد» عام 1813؛ وألحق بها تعليقًا مطولًا يضاهي كتابًا بعنوان «ملحمة روسكيلد». من عام 1816 حتى عام 1819 كان محررًا ومساهمًا وحيدًا تقريبًا في مجلة فلسفية وجدلية بعنوان «داني-فيركي»، والتي نشرت الشعر أيضًا.
من عام 1813 إلى عام 1815، حاول تشكيل حركة لدعم النرويجيين ضد الحكومة السويدية. وعظ لاحقًا حول كيف كان ضعف الإيمان الدنماركي سببًا لفقدان النرويج في عام 1814. تلاقت خطبته مع أهداف جماعة متحمسة في كوبنهاغن. انسحب غورندتفيغ من إلقاء العظات بسبب نقص حضور رعيته، ومنعِه من قبل الكنائس الأخرى. في عام 1821 استأنف الوعظ لفترة وجيزة عندما منح حق العيش في برايستو، وعاد إلى العاصمة في العام التالي.
في عام 1825 نشر غورندتفيغ كتيبًا بعنوان «رد الكنيسة»، ردًا على عمل هنريك نيكولاي كلوسن حول المذاهب والطقوس والدساتير البروتستانتية والرومانية الكاثوليكية. جادل أستاذ اللاهوت في جامعة كوبنهاغن، كلاوسن، أنه على الرغم من أن الكتاب المقدس هو الأساس الرئيسي للمسيحية، إلا أنه في حد ذاته كان تعبيرًا غير مناسب عن معناه الكامل. ووصف الكنيسة بأنها مجتمع لغرض تعزيز التدين العام. في رده، شجب غورندتفيغ كلاوسن كمعلم مناهض للمسيحية وجادل بأن المسيحية ليست نظرية يمكن اشتقاقها من الكتاب المقدس ويُفصلها علماء اللاهوت. وشكك في حق اللاهوتيين في تفسير الكتاب المقدس. حوكم غورندتفيغ علنًا بتهمة التشهير وغُرم. منعته كنيسة الدنمارك من التبشير لمدة سبع سنوات.  خلال هذا الوقت نشر مجموعة من الأعمال اللاهوتية، وزار إنجلترا ثلاث مرات (1829-1831)، ودرس الأنجلوسكسونية.
في عام 1832، حصل غورندتفيغ على إذن لدخول التبشير النشط مرة أخرى. في عام 1839، استدعي بصفته قسيس كنيسة في مستشفى فارتوف في كوبنهاغن، وهو المنصب الذي شغله حتى وفاته. بين عامي 1837 و 1841 نشر مجموعة ثرية من الشعر المقدس «أعمال الأغنية للكنيسة الدنماركية». في عام 1838 أخرج مجموعة مختارة من الشعر الاسكندنافي المبكر. في عام 1840 حرر القصيدة الأنجلوسكسونية «العنقاء» بترجمة دنماركية. في عام 1843 زار إنجلترا للمرة الرابعة.
من عام 1844 حتى بعد حرب شلسفيغ الأولى، لعب غورندتفيغ دورًا بارزًا في السياسة، وتطور من محافظ إلى ليبرالي مطلق.  في عام 1848 كان جزءًا من الجمعية التأسيسية الدنماركية التي كتبت أول دستور للدنمارك. في عام 1861 حصل على رتبة أسقف في كنيسة الدنمارك، ولكن دون أبرشية. استمر في الكتابة والنشر حتى وفاته. كان يتحدث من المنبر في كنيسة فارتوف كل يوم أحد حتى أيام قليلة قبل وفاته. اجتذبت عظته تجمعات كبيرة، وأصبح له أتباع بسرعة. أحدث كتابه «الترنيمة» تغييرًا كبيرًا في خدمات الكنيسة الدنماركية، واستبدل ترانيم الشعراء الوطنيين بالطرق الخفيفة للوثريين الأرثوذكس. إجمالًا، كتب غورندتفيغ أو ترجم حوالي 1500 ترنيمة، بما في ذلك «كلمة الله هي تراثنا العظيم» و«عيد الميلاد السعيد يأتي مرة أخرى».

## الفكر المسيحي
استمر تطور غورندتفيغ اللاهوتي طوال حياته، واتخذ عددًا من المنعطفات المهمة. انتقل من اليقظة المسيحية عام 1810 إلى الإيمان بالمسيحية الجماعية والأسرار في السنوات اللاحقة. كان الأكثر شهرة في المجال الأخير. لطالما أطلق على نفسه اسم القس، وليس اللاهوتي، ما يعكس المسافة بين أفكاره واللاهوت الأكاديمي. كانت السمة الرئيسية في لاهوته استبدال سلطان الكلمة الحية بالتعليقات الرسولية. أراد أن يرى كل جماعة تعمل كمجتمع مستقل عمليًا.

## الفكر والتعليم
يُعد غورندتفيغ الأب الأيديولوجي للمدرسة الشعبية الثانوية، على الرغم من أن أفكاره الخاصة حول التعليم كان لها تركيز آخر. دعا إلى إصلاح أكاديمية سورو المتعثرة لتصبح كلية شعبية تهدف إلى شكل آخر من التعليم العالي غير ما كان شائعًا في الجامعة. بدلًا من تثقيف العلماء المتعلمين، كان يعتقد أنه يجب على الجامعة تعليم طلابها للمشاركة الفعالة في المجتمع والحياة الشعبية. وبالتالي، يجب أن تشكل المهارات العملية وكذلك الشعر والتاريخ الوطني جزءًا أساسيًا من التدريس. اقتربت هذه الفكرة من التنفيذ في عهد الملك كريستيان الثامن، الذي كانت زوجته كارولين أمالي من أشد المؤيدين لغورندتفيغ. أدت وفاة الملك عام 1848 والتطور السياسي الدراماتيكي في الدنمارك خلال هذه السنوات والسنوات التالية إلى وضع حد لهذه الخطط. ومع ذلك، بحلول ذلك الوقت، كانت كريستين كولد، إحدى مؤيدي غورندتفيغ، قد أنشأت بالفعل أول مدرسة ثانوية.